# Maria Josepa Massanés
Maria Josepa Massanés, née à Tarragone le 19 mars 1811 et morte le 1er juillet 1887 à Barcelone, est une écrivaine et poétesse espagnole.

## Biographie

### Enfance et formation

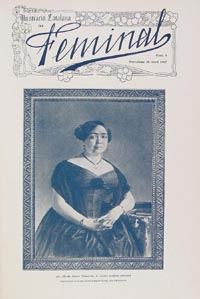
Le numéro 1 de la revue féministe catalane Feminal de Carme Karr, avec Maria Josepa Massanès en couverture (1907).

Fille d'Antònia Dalmau i Magnifich et du colonel Josep Massanès, elle passe sa jeunesse à Barcelone.

### Carrière
Féministe, elle publie en 1841 publie son premier livre, Poesías, anthologie qui regroupe ses poèmes.
Elle est amie avec Carolina Coronado.
En 1846, elle entre en contact à Barcelone avec Manuel Milà i Fontanals, Antoni de Bofarull et Joaquim Rubió i Ors, se rapprochant de la Renaixença.
À partir de ce moment, elle commence à écrire en catalan, proche de Víctor Balaguer en écrivant le poème  «Les femmes catalanes».
Elle participe à l'institution pédagogique féministe de Clotilde Cerdà i Bosch et de Dolors Aleu i Riera de l'Acadèmia per à la Il·lustració de la Dona, une organisation éducative de haut niveau pour les femmes de Barcelone. Dite aussi Académie des sciences, arts et des offices pour les femmes (ACAOM), elle compte des femmes reconnues dont la journaliste et écrivaine Antònia Opisso.
Elle participe aux Jeux Floraux de Barcelone, nommée reine des Jeux Floraux par Jeroni Rosselló en 1862.[réf. nécessaire]

### Mort
Elle décède en Vallcarca, à Barcelone et est enterrée au cimetière du Poblenou de Barcelone.[réf. nécessaire]

## Postérité
Sa bibliothèque fait aujourd'hui partie du Musée Balaguer de Vilanova i la Geltrú.[réf. nécessaire]